# Trzęsienie ziemi w Dominikanie (1946)
Trzęsienie ziemi w Dominikanie (1946) – trzęsienie ziemi o magnitudzie 8,0, jakie 4 sierpnia 1946 roku zniszczyło region miasta Samaná w Republice Dominikany, a którego epicentrum znajdowało się na północnym wschodzie wyspy Hispaniola. Cztery dni później, 8 sierpnia 1946, nastąpił wstrząs wtórny o magnitudzie 7,6. Na skutek obu zdarzeń śmierć poniosło stu ludzi, a dwadzieścia tysięcy straciło dach nad głową.

## Trzęsienie ziemi, 4 sierpnia 1946 roku
Wstrząs zasadniczy dotknął Hispaniolę o godzinie 12:51 czasu lokalnego.
Trzęsienie o sile określonej na 8,0 magnitudy zniszczyło rozległe obszary na północy wyspy – od miejscowości Samana po Santiago i Puerto Plata. Drobne zniszczenia zanotowano także w stolicy Dominikany, Santo Domingo.
Silne wstrząsy odczuto także na części terytorium Haiti i Portoryko – m.in. w San Juan (intensywność wibracji oceniono tam na V-VI stopień w skali Mercallego-Cancaniego-Siebierga), w mniejszym zakresie także na Wyspach Dziewiczych (III stopień w skali MCS) i we wschodniej części Kuby.
Tsunami
Niszczycielskie okazały się fale tsunami wygenerowane podwodnymi ruchami skorupy ziemskiej (ich najwyższą wysokość zarejestrowano w miejscowości Nagua, gdzie liczyły od czterech do pięciu metrów).
Tsunami wysokości dwóch i pół metra spowodowały całkowite zniszczenie miasta Matanzas i to z tej miejscowości pochodzi większość ofiar trzęsienia ziemi. Po wydarzeniach z sierpnia 1946 roku Matanzas na długi okres pozostawało całkowicie miejscowością zupełnie niezamieszkaną.
Mniejsze fale tsunami odnotowano także w San Juan na Portoryko, na Bermudach, w Daytona Beach na Florydzie, a nawet na wybrzeżach Atlantic City w stanie New Jersey.

## Trzęsienie ziemi, 8 sierpnia 1946 roku
Cztery dni po zasadniczym trzęsieniu ziemi – 8 sierpnia, o godzinie 8:28 czasu lokalnego – region nawiedził wstrząs wtórny; wstrząs o sile ocenianej na 7,6 magnitudy spowodował powstanie serii niewysokich fal tsunami, które zostały zarejestrowane w tych samych stacjach pomiarowych, co tsunami z 4 sierpnia.
Wstrząs ten pogłębił zniszczenia poczynione trzęsieniem sprzed czterech dni.

## Pokłosie
W wyniku trzęsienia ziemi śmierć poniosło około stu ludzi. Liczba ofiar była wyjątkowo niska dla zdarzenia o tej sile. Wytłumaczyć można to faktem, iż trzęsienie nastąpiło w dzień świąteczny, gdy większość osób spędzała czas wolny poza miastami. Niemniej dwadzieścia tysięcy osób straciło dach nad głową.